# فتحية أحمد
فتحية أحمد مطربة مصرية، ولدت سنة 1898 في حي الخرنفش بالقاهرة وتوفيت في 5 ديسمبر 1975.

## العائلة
- والدها الشيخ أحمد الحمزاوي الذي كان منشدًا ومطربًا ومبتهلاً
- أخواتها فتحية ورتيبة ومفيدة احترفن الغناء
- لحن لها داود حسني، كامل الخلعي، أبو العلا محمد، سيد درويش، محمد القصبجي، زكريا أحمد، رياض السنباطي، أحمد صدقي، والملحن الإسكندراني محمد عفيفي
- كانت صديقة أم كلثوم لأكثر من ستين سنة
- سميت بمطربة القطرين لكثرة سفرها بين مصر وبلاد الشام والعراق

## حياتها
ولدت المطربة والممثلة فتحية أحمد بحي الخرنفش بالقاهرة عام 1898 وهو نفس العام الذي ولدت فيه صديقتها العزيزة كوكب الشرق أم كلثوم.
كان الشيخ أحمد الحمزاوي مطربًا رخيم الصوت، ولمع فترة كمطرب ومنشد ومبتهل، وقد لحن كثيرًا من الأغاني الانتقادية والفكاهية كان يؤدي بعضها مع اثنين من المنشدين كثلاثي فكاهي تحت اسم ثلاثي الشيخ كعبولة، ومن أشهر ألحانه «كعبولة الخفة» الذي يعتبر أصلًا واضحًا للحن قصيدة «مضناك جفاه» من شعر شوقي واقتباس محمد عبد الوهاب.
لم يستمر الشيخ أحمد الحمزاوي في الغناء بعد أن استوى عود بناته المطربات: فتحية أحمد ورتيبة أحمد التي اشتهرت بديالوج التليفونات الذي سجلته مع الشيخ أمين حسنين من لحن السيد شطا، وكذلك ديالوج «شوى العصارى يادره» بالاشتراك مع ملحن الديالوج الفنان الراحل إبراهيم فوزي، أما الابنة الثالثة فهي المطربة الراحلة مفيدة أحمد صاحبة الصوت الجميل والتي كانت مطربة إذاعبة الإسكندرية الأولى، وكانت مفيدة أحمد تسير على نهج أختها فتحية أحمد في المحافظة على التراث الغنائي التقليدي.
درست فتحية أحمد الغناء على أئمة الملحنين، وخاصة أستاذ أم كلثوم الأول الشيخ أبو العلا محمد الذي لحن لها خصيصا لحنا جديدا لقصيدة «كم بعثنا مع النسيم سلاما»، وذلك بعد أن غنتها أم كلثوم من لحن الطبيب أحمد صبري النجريدي
اشتركت فتحية أحمد في شبابها بالمسرح الغنائي كمطربة ممثلة، وتنقلت مع الفرق المسرحية الغنائية بين مصر وبلاد الشام، ومن أجل هذا أطلق عليها لقب مطربة القطرين، كما كان يطلق على الأديب الكبير خليل مطران شاعر القطرين، ومن المفارقات العجيبة أن فتحية أحمد كانت ضعيفة في القراءة والكتابة، ولكن ذلك لم يحل دون إتقانها لتمثيلها أو غنائها بالمسرح أو السينما بعد ذلك أو غنائها بمصاحبة التخت في الحفلات أو الإذاعات العربية.
وفي مجال المسرح الغنائي في سنواته الخصبة (1917-1927) غنت فتحية أحمد لشوامخ الملحنين «داود حسني، كامل الخلعي، السيد درويش البحر، إبراهيم فوزي»، وقد اعتزلت فتحية أحمد المسرح في نهاية الأربعينيات حيث قامت ببطولة المسرحية الغنائية «يوم القيامة» من لحن زكريا أحمد، وقد أضيف لهذه المسرحية اللحن المعروف «يا حلاوة الدنيا» خصيصا لكن تغنيه فتحية أحمد.
ولما أنتجت شركة أفلام الشرق «عبد الله أباظة، عبد الحليم محمود علي، أم كلثوم» فيلم «عايدة» الذي تضمن ملخصا باللغة العربية الفصخى لأوبرا «عايدة» ونظمها أحمد رامي، فقد اشتركت غنائيا فتحية أحمد بدور ابنة الملك المصري الأميرة أمينيرس أمام أم كلثوم التي قامت بدور عايدة جارية الأميرة، وهي في نفس الوقت ابنة ملك الحبشة، وقام الراحل إبراهيم حمودة بدور القائد المصري المنتصر «راداميس» على أن صورة فتحية أحمد لم تظهر على الشاشة، بل كانت دوبلاجا للممثلة فردوس حسن
أما في مجال الغناء على التخت فقد غنت فتحية أحمد ألحانا كثيرة من التراث ومن الغناء العصري، فقد غنت من ألحان محمد عثمان وعبده الحامولي وأبو العلا محمد وزكريا أحمد ومحمد عبد الوهاب ورياض السنباطي وأحمد صدقي ومرسي الحريري ومحمد قاسم والمهندس الزراعي عبد الفتاح بدير.
ومن الطريف أن فتحية أحمد قد غنت لحنا لأستاذ الجيل صفر علي من قالب الطقطوقة أو الأهزوجة بعنوان:«ياريت زمانت وزماني يسمح ويرجع تاني»، كانت أغنية الموسم في الثلاثينيات وكانت تباع أسطواناتها في مسرح برنتانيا حيث كانت تغني هذه الطقطوقة هناك. وبهذا فقد سبق هذا التقليد ما كان يحدث بعد ذلك في سينما قصر النيل بعشرين عاما عندما كانت تغني أم كلثوم في الخمسينيات وتباع تسجيلاتها للغنائيات الجديدة على أسطوانات أو أشرطة كاسيت في حفلات أم كلثوم. ولقد عرفت فتحية أحمد بقلبها الطيب وضحكتها الصافية العالية، وفارقتها الحياة في الخامس من ديسمبر عام 1975
وغنت في فيلم أحلام الشباب بطولة فريد الأطرش ومديحة يسري،
وفي الفيلم كان صوت المطربة فتحية احمد وصورة الفنانة مديحة يسري

## أشهر أغانيها
- يا حلاوة الدنيا يا حلاوة
- يا ترى نسي ليه
- امرك عجيب يا ليل
- يابو الكشاكش
- مظلومة وياك يا ابن عمي
- زورونى كل سنه مره
- الحلوه دى قامت تعجن في الفجريه
- طلعت يا محلا نورها

## مسرحية
- يوم القيامة من ألحان زكريا أحمد وهي التي غنت فيها أغنيتها المشهورة «يا حلاوة الدنيا»